# Mistrovství světa v rallye 2007
Mistrovství světa v rallye 2007 je název šampionátu z roku 2007. Zvítězil v něm Sebastien Loeb s vozem Citroën C4 WRC. Titul mezi týmy vyhrál Ford M-Sport.

## Rallye Monte Carlo 2007
1. Sebastien Loeb, Daniel Elena - Citroën C4 WRC
2. Daniel Sordo, Marc Marti - Citroën C4 WRC
3. Marcus Grönholm, Timo Rautiainen - Ford Focus RS WRC '06
4. Chris Atkinson, Gelenn MacNeall - Subaru Impreza WRC '06
5. Mikko Hirvonen, Jarmo Lehtinen - Ford Focus RS WRC '06
6. Petter Solberg, Phil Mills - Subaru Impreza WRC '06
7. Toni Gardemeister, Jakke Honkanen - Mitsubishi Lancer WRC 05
8. Jan Kopecký, Filip Schovánek - Škoda Fabia WRC
9. Jean-Marie Cuoq, David Marty - Peugeot 307 WRC
10. Manfred Stohl, Ilka Minor-Petrasko - Citroën Xsara WRC

## Uddeholm Swedish Rally 2007
1. Marcus Grönholm, Timo Rautiainen - Ford Focus RS WRC '06
2. Sebastien Loeb, Daniel Elena - Citroën C4 WRC
3. Mikko Hirvonen, Jarmo Lehtinen - Ford Focus RS WRC '06
4. Henning Solberg, Cato Menkerud - Ford Focus RS WRC '06
5. Daniel Carlsson, Denis Giraudet - Citroën Xsara WRC
6. Toni Gardemeister, Jakke Honkanen - Mitsubishi Lancer WRC 05
7. Manfred Stohl, Ilka Minor-Petrasko - Citroën Xsara WRC
8. Chris Atkinson, Glenn MacNeall - Subaru Impreza WRC '06
9. Mads Ostberg, Ole Kristian Unnerud - Subaru Impreza WRC '06
10. Jan Kopecký, Filip Schovánek - Škoda Fabia WRC

## Rally Norway 2007
1. Mikko Hirvonen, Jarmo Lehtinen - Ford Focus RS WRC '06
2. Marcus Grönholm, Timo Rautiainen - Ford Focus RS WRC '06
3. Henning Solberg, Cato Menkerud - Ford Focus RS WRC '06
4. Petter Solberg, Phil Mills - Subaru Impreza WRC '06
5. Jari-Matti Latvala, Miikka Antiila - Ford Focus RS WRC '06
6. Gianluigi Galli, Giovanni Bernacchini - Citroën Xsara WRC
7. Daniel Carlsson, Danis Giraudet - Citroën Xsara WRC
8. Jan Kopecký, Filip Schovánek - Škoda Fabia WRC
9. Rune Dalsjö, Jens Olav Lovhoiden - Subaru Impreza WRC '03
10. Andreas Mikkelsen, Ola Floene - Ford Focus RS WRC '05

## Corona Rally Mexico 2007
1. Sebastien Loeb, Daniel Elena - Citroën C4 WRC
2. Marcus Grönholm, Timo Rautiainen - Ford Focus RS WRC '06
3. Mikko Hirvonen, Jarmo Lehtinen - Ford Focus RS WRC '06
4. Daniel Sordo, Marc Marti - Citroen C4 WRC
5. Chris Atkinson, Glenn MacNeall - Subaru Impreza WRC '07
6. Manfred Stohl, Ilka Minor-Petrasko - Citroën Xsara WRC
7. Jari-Matti Latvala, Miikka Antiila - Ford Focus RS WRC '06
8. Matthew Wilson, Michael Orr - Ford Focus RS WRC '06
9. Henning Solberg, Cato Menkerud - Ford Focus RS WRC '06
10. Mark Higgins, Scott Martin - Mitsubishi Lancer Evo IX

## Vodafone Rally de Portugal 2007
1. Sebastien Loeb, Daniel Elena - Citroën C4 WRC
2. Petter Solberg, Phil Mills - Subaru Impreza WRC '07
3. Daniel Sordo, Marc Marti - Citroën C4 WRC
4. Marcus Grönholm, Timo Rautiainen - Ford Focus RS WRC '06
5. Mikko Hirvonen, Jarmo Lehtinen - Ford Focus RS WRC '06
6. Daniel Carlsson, Denis Giraudet - Cirtoën Xsara WRC
7. Gianluigi Galli, Giovanni Bernacchini - Citrën Xsara WRC
8. Jari-Matti Latvala, Miikka Antiila - Ford Focus RS WRC '06
9. Manfred Stohl, Ilka Minor-Petrasko - Citroën Xsara WRC
10. Andreas Mikkelsen, Ola Floene - Ford Focus RS WRC '04

## Rally Argentina 2007
1. Sebastien Loeb, Daniel Elena - Citroën C4 WRC
2. Marcus Grönholm, Timo Rautiainen - Ford Focus RS WRC '06
3. Mikko Hirvonen, Jarmo Lehtinen - Ford Focus RS WRC '06
4. Jari-Matti Latvala, Miikka Antiila - Ford Focus RS WRC '06
5. Henning Solberg, Cato Menkerud - Ford Focus RS WRC '06
6. Daniel Sordo, Marc Marti - Citroën C4 WRC
7. Chris Atkinson, Glenn MacNeall - Subaru Impreza WRC '07
8. Manfred Stohl, Ilka Minor-Petrasko - Citroën Xsara WRC
9. Federico Villagra, Diego Curletto - Mitsubishi Lancer Evo IX
10. Toshihiro Arai, Tony Sircombe - Subaru Impreza WRX STi

## Rally d'Italia Sardegna 2007
1. Marcus Grönholm, Timo Rautiainen - Ford Focus RS WRC '06
2. Mikko Hirvonen, Jarmo Lehtinen - Ford Focus RS WRC '06
3. Daniel Sordo, Marc Marti - Citroën C4 WRC
4. Henning Solberg, Cato Menkerud - Ford Focus RS WRC '06
5. Petter Solberg, Phil Mills - Subaru Impreza WRC '07
6. Toni Gardemeister, Jakke Honkanen - Mitsubishi Lancer WRC 05
7. Manfred Stohl, Ilka Minor-Petrasko - Citroën Xsara WRC
8. Juho Hänninen, Mikko Markkula - Mitsubishi Lancer WRC 05
9. Jari-Matti Latvala, Miikka Antiila - Ford Focus RS WRC '06
10. Chris Atkinson, Stéphane Prévot - Subaru Impreza WRC '07

## BP Ultimate Acropolis Rally of Greece 2007
1. Marcus Grönholm, Timo Rautiainen - Ford Focus RS WRC '06
2. Sebastien Loeb, Daniel Elena - Citroën C4 WRC
3. Petter Solberg, Phil Mills - Subaru Impreza WRC '07
4. Mikko Hirvonen, Jarmo Lehtinen - Ford Focus RS WRC '06
5. Henning Solberg, Cato Menkerud - Ford Focus RS WRC '06
6. Chris Atkinson, Stéphane Prévot - Subaru Impreza WRC '07
7. Jan Kopecký, Filip Schovánek - Škoda Fabia WRC
8. Manfred Stohl, Ilka Minor-Petrasko - Citroën Xsara WRC
9. Guy Wilks, Phil Pugh - Ford Focus RS WRC '05
10. Matthew Wilson, Michael Orr - Ford Focus RS WRC '06

## Neste Oil Rally Finland 2007
1. Marcus Grönholm, Timo Rautiainen - Ford Focus RS WRC '07
2. Mikko Hirvonen, Jarmo Lehtinen - Ford Focus RS WRC '07
3. Sebastien Loeb, Daniel Elena - Citroën C4 WRC
4. Chris Atkinson, Stéphane Prévot - Subaru Impreza WRC '07
5. Henning Solberg, Cato Menkerud - Ford Focus RS WRC '06
6. Xavier Pons, Xavier Amigo - Subaru Impreza WRC '07
7. Urmo Aava, Kuldar Sikk - Mitsubishi Lancer WRC 05
8. Mads Ostberg, Ole Kristian Unnerud - Subaru Impreza WRC '04
9. Guy Wilks, Phil Pugh - Ford Focus RS WRC '05
10. Matthew Wilson, Michael Orr - Ford Focus RS WRC '06

## ADAC Rallye Deutschland 2007
1. Sebastien Loeb, Daniel Elena - Citroën C4 WRC
2. Francois Duval, Patrick Pivato - Citroën Xsara WRC
3. Mikko Hirvonen, Jarmo Lehtinen - Ford Focus RS WRC '07
4. Marcus Grönholm, Timo Rautiainen - Ford Focus RS WRC '07
5. Jan Kopecký, Filip Schovánek - Škoda Fabia WRC
6. Petter Solberg, Phil Mills - Subaru Impreza WRC '07
7. Toni Gardemeister, Jakke Honkanen - Citroën Xsara WRC
8. Jari-Matti Latvala, Miikka Antiila - Ford Focus RS WRC '06
9. Matthew Wilson, Michael Orr - Ford Focus RS WRC '06
10. Guy Wilks, Phil Pugh - Ford Focus RS WRC '05

## Rally New Zealand 2007
1. Marcus Grönholm, Timo Rautiainen - Ford Focus RS WRC '07
2. Sebastien Loeb, Daniel Elena - Citroën C4 WRC
3. Miiko Hirvonen, Jarmo Lehtinen - Ford Focus RS WRC '07
4. Chris Atkinson, Stéphane Prévot - Subaru Impreza WRC '07
5. Jari-Matti Latvala, Miikka Antiila - Subaru Impreza WRC '07
6. Daniel Sordo, Marc Marti - Citroën C4 WRC
7. Petter Solberg, Phil Mills - Subaru Impreza WRC '07
8. Urmo Aava, Kuldar Sikk - Mitsubishi Lancer WRC 05
9. Henning Solberg, Cato Menkerud - Ford Focus RS WRC '06
10. Matthew Wilson, Michael Orr - Ford Focus RS WRC '06

## Rally RACC Catalunya 2007
1. Sebastien Loeb, Daniel Elena - Citroën C4 WRC
2. Daniel Sordo, Marc Marti - Citroën C4 WRC
3. Marcus Grönholm, Timo Rautiainen - Ford Focus RS WRC '07
4. Mikko Hirvonen, Jarmo Lehtinen - Ford Focus RS WRC '07
5. Francois Duval, Patrick Pivato - Citroën Xsara WRC
6. Petter Solberg, Phil Mills - Subaru Impreza WRC '07
7. Jari-Matti Latvala, Miikka Antiila - Ford Focus RS WRC '06
8. Chris Atkinson, Stéphane Prévot - Subaru Impreza WRC '07
9. Xavier Pons, Xavier Amigo - Subaru Impreza WRC '07
10. Henning Solberg, Cato Menkerud - Ford Focus RS WRC '06

## Tour de Corse 2007
1. Sebastien Loeb, Daniel Elena - Citroën C4 WRC
2. Marcus Grönholm, Timo Rautiainen - Ford Focus RS WRC '07
3. Daniel Sordo, Marc Marti - Citroën C4 WRC
4. Jari-Matti Latvala, Miikka Antiila - Ford Focus RS WRC '07
5. Petter Solberg, Phil Mills - Subaru Impreza WRC '07
6. Chris Atkinson, Stéphane Prévot - Subaru Impreza WRC '07
7. Jan Kopecký, Filip Schovánek - Škoda Fabia WRC
8. Xavier Pons, Xavier Amigo - Subaru Impreza WRC '07
9. Henning Solberg, Cato Mekerud - Ford Focus RS WRC '07
10. Daniel Sola, Carlos Del Barrio - Peugeot 207 S2000

## Rally Japan 2007
1. Mikko Hirvonen, Jarmo Lehtinen - Ford Focus RS WRC '07
2. Daniel Sordo, Marc Marti - Citroën C4 WRC
3. Henning Solberg, Cato Menkerud - Ford Focus RS WRC '06
4. Matthew Wilson, Michael Orr - Ford Focus RS WRC '06
5. Luis Perez Companc, Jose Maria Volta - Ford Focus RS WRC '06
6. Manfred Stohl, Ilka Minor-Petrasko - Citroën C4 WRC
7. Federico Villagra, José Diaz - Ford Focus RS WRC '06
8. Katsuhiko Taguchi, Mark Stacey - Mitsubishi Lancer Evo IX
9. Gabriel Pozzo, Daniel Stillo - Mitsubishi Lancer Evo IX
10. Masayuki Ishida, Keiji Seita - Mitsubishi Lancer Evo IX

## Rally Ireland 2007
1. Sebastien Loeb, Daniel Elena - Citroën C4 WRC
2. Daniel Sordo, Marc Marti - Citroën C4 WRC
3. Jari-Matti Latvala, Miikka Antiila - Ford Focus RS WRC '07
4. Mikko Hirvoven, Jarmo Lehtinen - Ford Focus RS WRC '07
5. Petter Solberg, Phil Mills - Subaru Impreza WRC '07
6. Guy Wilks, Phil Pugh - Subaru Impreza WRC '05
7. Matthew Wilson, Michael Orr - Ford Focus RS WRC '06
8. Gareth MacHale, Allan Harryman - Ford Focus RS WRC '06
9. Andreas Mikkelsen, Ola Floene - Ford Focus RS WRC '05
10. Niall McShea, Marshall Clarke - Subaru Impreza WRX STi

## Wales Rally GB 2007
1. Mikko Hirvonen, Jarmo Lehtinen - Ford Focus RS WRC '07
2. Marcus Grönholm, Timo Rautiainen - Ford Focus RS WRC '07
3. Sebastien Loeb, Daniel Elena - Citroën C4 WRC
4. Petter Solberg, Phil Mills - Subaru Impreza WRC '07
5. Daniel Sordo, Marc Marti - Citroën C4 WRC
6. Matthew Wilson, Michael Orr - Ford Focus RS WRC '06
7. Chris Atkinson, Stéphane Prévot - Subaru Impreza WRC '07
8. Manfred Stohl, Ilka Minor-Petrasko - Citroën Xsara WRC
9. Xavier Pons, Xavier Amigo - Subaru Impreza WRC '07
10. Jari-Matti Latvala, Miikka Antiila - Ford Focus RS WRC '06

## Celkové pořadí

### Jezdci
1. Sebastien Loeb, Daniel Elena - Citroën C4 WRC - 116 bodů
2. Marcus Grönholm, Timo Rautiainen - Ford Focus RS WRC '06/'07 - 112 bodů
3. Mikko Hirvonen, Jarmo Lehtinen - Ford Focus RS WRC '06/'07 - 99 bodů
4. Daniel Sordo, Marc Marti - Citroën C4 WRC - 65 bodů
5. Petter Solberg, Phil Mills - Subaru Impreza WRC '06/'07 - 47 bodů
6. Henning Solberg, Cato Menkerud - Ford Focus RS WRC '06 - 34 bodů
7. Chris Atkinson, Stéphane Prévot - Subaru Impreza WRC '06/'07 - 31 bodů
8. Jari-Matti Latvala, Miikka Antiila - Ford Focus RS WRC '06 - 30 bodů
9. Manfred Stohl, Ilka Minor-Petrasko - Citroën Xsara WRC - 13 bodů
10. Francois Duval, Patrick Pivato - Citroën Xsara WRC - 12 bodů

### Týmy
1. Ford M-Sport - 212 bodů
2. Citroën Sport - 183 bodů
3. Subaru World Rally Team - 87 bodů
4. Stobart Ford M-Sport - 81 bodů
5. OMV Kronos Citroën WRT - 45 bodů
6. Munchi's Ford WRT - 14 bodů

### Produkční šampionát
1. Toshihiro Arai - Subaru Impreza WRX STi - 39 bodů
2. Gabriel Pozzo - Mitsubishi Lancer Evo IX - 30 bodů
3. Mark Higgins - Mitsubishi Lancer Evo IX - 25 bodů
4. Niall McShea - Subaru Impreza WRX STi - 21 bodů
5. Juho Hänninen - Mitsubishi Lancer Evo IX - 18 bodů